# National Premier Soccer League
A National Premier Soccer League (em português:  Primeira Liga Nacional de Futebol; abreviação oficial: NPSL), é uma liga de futebol dos Estados Unidos que é a quarta divisão do Sistema de ligas dos Estados Unidos, junto com a PDL. A liga é uma liga afiliada a United States Adult Soccer Association (USASA)

## História
A National Premier Soccer League foi criada em 2003 com o nome de Men's Premier Soccer League (MPSL) inicialmente como uma desmembração da WPSL. Os dois primeiros campeões foram o Arizona Sahuaros e o Utah Salt Ratz.
A liga cresceu em número de times, começando com apenas seis times e hoje contando com 96 equipes.

### Status
Apesar de ser semi-profissional, dentro Sistema de ligas de futebol dos Estados Unidos, a liga aparece como quarto nível do futebol nos Estados Unidos e podendo assim disputar competições oficiais como a US Open Cup.

## Clubes
Atualizado na temporada 2019.

## Campeões
| Temporada | Campeão                    | Placar | Vice                    |
| --------- | -------------------------- | ------ | ----------------------- |
| 2003      | Arizona Sahuaros           | 2–1    | Utah Salt Ratz          |
| 2004      | Utah Salt Ratz             | 4–2    | Arizona Sahuaros        |
| 2005      | Detroit Arsenal            | 1–0    | Sonoma County Sol       |
| 2006      | Sacramento Knights         | 2–1    | Princeton 56ers         |
| 2007      | Southern California Fusion | 1–0    | Queen City FC           |
| 2008      | Pennsylvania Stoners       | 3–0    | St. Paul Twin Stars     |
| 2009      | Sonoma County Sol          | 2–1    | Erie Admirals SC        |
| 2010      | Sacramento Gold            | 3–1    | Chattanooga FC          |
| 2011      | Jacksonville United        | 3–2    | Hollywood United Hitmen |
| 2012      | FC Sonic                   | 1–0    | Chattanooga FC          |
| 2013      | RVA Football Club          | 2–0    | Sonoma County Sol       |
| 2014      | New York Red Bulls U-23    | 3–1    | Chattanooga FC          |
| 2015      | New York Cosmos B          | 3–2    | Chattanooga FC          |
| 2016      | AFC Cleveland              | 4–2    | Sonoma County Sol       |
| 2017      | Elm City Express           | 5–0    | Midland-Odessa FC       |
| 2018      | Miami FC 2                 | 3–1    | FC Motown               |
| 2019      |                            |        |                         |